# Abdoulaye Sadji
Abdoulaye Sadji, né en 1910 à Rufisque et mort le 25 décembre 1961 à Dakar, est un écrivain sénégalais, originaire de Latmingué.

## Biographie
Son père Demba Sadji, marabout, est sérère, originaire de la région de Kaolack, et sa mère Oumy Diouf est issue d'une famille musulmane léboue ancrée dans la tradition animiste.
Après des études coraniques, il rejoint les bancs de l'école française à l'âge de onze ans, puis fréquente le lycée Faidherbe avant d'intégrer l'École normale William-Ponty. Il devient en 1929 l'un des premiers instituteurs africains et exerce en Casamance, à Thiès, Louga, Dakar et Rufisque, où il occupe ensuite le poste de directeur d'école et d'inspecteur primaire de 1959 à sa mort, en 1961. En 1932, il devient le deuxième bachelier sénégalais.
À la fin de la Seconde Guerre mondiale, Abdoulaye Sadji se lance dans le combat pour l'indépendance de son pays et devient un des pionniers de la Négritude. Loin de la « Négritude du Quartier latin », il pratique la « Négritude intérieure », et c'est à ce titre que Léopold Sédar Senghor dit de lui :
« (...) Abdoulaye Sadji appartient, comme Birago Diop, au groupe des jeunes gens, qui, dans les années 1930, lança le mouvement de la Négritude. Abdoulaye Sadji n'a pas beaucoup théorisé sur la Négritude : il a fait mieux, il a agi par l'écriture. Il fut l'un des premiers jeunes Sénégalais, entre les deux guerres mondiales, à combattre la thèse de l'assimilation et la fausse élite des « évolués ». Il a, pour cela, multiplié, au-delà des discussions, articles et conférences. »
Son œuvre compte entre autres des articles dans Présence africaine, Paris-Dakar et dans de nombreuses revues africaines. Il est également l'auteur d'essais et de contes tels que Tounka (1952), Modou Fatim (1960) ou encore La Belle Histoire de Leuk-le-Lièvre (1953), en collaboration avec Léopold Sédar Senghor (qui en assure la partie grammaticale). Ces ouvrages témoignent de son attachement et de son intérêt pour la culture africaine.
Ses ouvrages les plus connus et les plus étudiés demeurent Maïmouna (1953) et Nini, mulâtresse du Sénégal (1954), deux romans qui relatent le parcours de jeunes femmes africaines qui, à l'image d'un continent en transition, connaissent espoir, doutes et désillusions. Dans ces deux ouvrages, Sadji se livre à une analyse sans complaisance de la société africaine. Il n'en est pas moins un ardent défenseur de son pays et de sa culture (notamment par la création de la première station radio en langue nationale). Cette culture, il la veut perméable et ouverte sur les autres civilisations. En témoignent sa germanophilie (inédite pour l'époque) et le syncrétisme religieux qu'il a défendu et vécu, au grand dam de l'élite religieuse sénégalaise.

## Publications

### Romans et leurs résumés
- 1948 : Tragique Hyménée, paru dans Afrique-Matin, Dakar (janvier 1948)
- 1951 : Nini Mûlatresse du Sénégal, Présence Africaine, Paris
- 1953 : Maimouna, Présence Africaine, Paris
- 1957 : Un rappel de solde, paru dans Binngo (n°57), Dakar (octobre 1957)

### Contes pour enfants
- 1952 : Tounka, une légende de la mer, paru dans Paris-Dakar, puis chez Présence Africaine
- 1953 : La Belle Histoire de Leuk-le-Lièvre[3] (avec Léopold Sédar Senghor), Hachette, 1953.

### Essais
- 1964 : Éducation africaine et Civilisation, Imprimerie Diop, Dakar
- 1985 : Ce que dit la musique africaine (posthume), Présence Africaine, Paris

### Articles de presse
- 1946 : « Rufisque, ancienne capitale de l'arachide », paru dans Paris-Dakar (23 novembre)
- 1949 : « Le Roman dans la société coloniale », extrait de Littérature et Colonisation, Présence Africaine, Paris (n°6)
- 1950 : « Les Regrets de la Population Goréenne », paru dans Paris-Dakar (8 mai)
- 1950 : « Le Pacte matrimonial", paru dans Paris-Dakar (juin)
- 1950 : « En découvrant le ... Grand-Dakar », parus dans Paris-Dakar (juillet)
- 1950 : Série d'articles : « Voyage à travers les villes » et « Escales au Sénégal », parus dans Paris-Dakar
- 1953 : « Il nous faut des maisons d'éducation », paru dans Paris-Dakar (septembre)
- 1955 : « De l'origine de quelques prénoms sénégalais », paru dans Paris-Dakar (juin)
- 1955 : « L'Africain et la recherche scientifique », paru dans Paris-Dakar (août)
- 1955 : « Pour une éducation rationnelle des masses », paru dans Paris-Dakar (août)
- 1958 : « La logique du romancier à propos de Modou Fati », paru dans Paris-Dakar (janvier)
- 1958 : « L'Horizon du Noir », paru dans Paris-Dakar (février)
- 1958 : « Conseils aux parents d'élèves », paru dans Paris-Dakar (février)
- 1958 : « Nit ou l'homme selon l'humanisme wolof », paru dans Paris-Dakar (mai-juin)
- 1958 : « Culture négro-africaine », paru dans Démocratie nouvelle, l'Afrique Noire vous parle (numéro spécial) (juin)